# Block
Block, Inc. (anteriormente Square, Inc.) es una empresa estadounidense de servicios financieros y pagos digitales con sede en San Francisco (California). La empresa fue fundada en 2009 por Jack Dorsey y Jim McKelvey y lanzó su primera plataforma en 2010. Cotiza en la Bolsa de Nueva York desde noviembre de 2015 con el símbolo SQ, en enero de 2025 el símbolo cambió a XYZ.
A partir de 2020, la capitalización de mercado de Square está valorada en más de 100.000 millones de dólares.
En junio de 2020 adquirió la fintech española Verse.

## Productos

### Square
Square es una plataforma de pagos destinada a pequeños y medianos negocios que les permite recibir pagos mediante tarjeta de crédito y usar tablets como Terminal punto de venta.
En 2009, el cofundador de Twitter Jack Dorsey y su compañero Jim McKelvey crearon Square, Inc. Su objetivo era crear una tecnología de TPV que aunara servicios como pagos con móvil, de forma moderna y de una forma sencilla. Tras siete rondas de financiación privada, Square, Inc. salió al público (con la etiqueta de cotización SQ en la Bolsa de Nueva York). Actualmente se puede usar en 8 países y su sistema es capaz de aceptar 130 tipos de monedas.

### Cash App
Lanzado en octubre de 2013, Cash App (llamada anteriormente Square Cash) permite transferencias de dinero de persona a persona a través de su aplicación o página web. En diciembre de 2020, Cash App informó de un total de 36 millones de usuarios activos mensuales.""
En marzo de 2015 se habilitó Cash App para negocios lo que permiete a usuarios, negocios u organizaciones usar un nombre de usuario único para recibir o enviar dinero. En enero de 2018 la aplicación incorporó la función de comprar y vender Bitcoin a sus usuarios.

### Afterpay
Afterpay es una plataforma digital de pagos australiana que permite pagos a plazos.

### Weebly
Weebly es un servicio de alojamiento web fundado en 2006 por David Rusenko, Dan Veltri y Chris Fanini.

### Tidal
Tidal un servicio de streaming de música con más de 80 millones de canciones de diversos géneros y artistas de todo el mundo. Tidal se lanzó en 2014 por la empresa noruega Aspiro, la cual fue comprada en 2015 por Jay-Z por 56 millones de dólares. En 2017 la Corporación Sprint compró el 33% de la compañía por 200 millones de dólares y más tarde Square Inc pagó 297 millones de dólares por un porcentaje mayoritario.
Tidal opera en 61 países del mundo.